# Eustace Lycett
Eustace Lycett (Stoke-on-Trent, 21 dicembre 1914 – Fullerton, 16 novembre 2006) è stato un effettista statunitense.

## Biografia
Nasce in Gran Bretagna, figlio di Martha Constance Walley e dell'ingegnere minerario William Arden Lycett. A causa del lavoro del padre viaggia molto e ha vissuto a lungo in Cile per trasferirsi infine in California all'inizio degli anni 30.
Si laurea in ingegneria meccanica presso il Caltech di Pasadena nel 1937, tre giorni dopo va a lavorare presso i Walt Disney Studios. Sempre lo stesso anno sposa Mary Ethel Goddard con la quale ha avuto 4 figli.
Per la Disney lavora sulla camera multipiano, un sistema che permette di aggiungere profondità alle animazioni.
Nel 1940 diventa assistente di Ub Iwerks supervisore alla stampa ottica della Disney.
Viene nominato capo del dipartimento degli effetti speciali fotografici della Disney nel 1958.
Durante la sua carriera qurantennale nella Disney lavora in più di 30 film vincendo 2 premi Oscar ai migliori effetti speciali, nel 1965 per Mary Poppins e nel 1972 per Pomi d'ottone e manici di scopa ed è nominato altre 2 volte nel 1962 per Un professore fra le nuvole e nel 1980 per The Black Hole - Il buco nero.
Muore il 16 novembre 2006 a Fullerton.

## Filmografia

### Effetti speciali
- F.B.I. - Operazione gatto (That Darn Cat!), regia di Robert Stevenson (1965)
- La gang della spider rossa (No Deposit, No Return), regia di Norman Tokar (1976)